# نوری، نروژ
نوری (به لاتین: Nærøy) یک منطقهٔ مسکونی در نروژ است که در تروندلاگ واقع شده‌است. نوری ۱٬۰۶۷٫۵۴ کیلومتر مربع مساحت و ۵٬۱۱۷ نفر جمعیت دارد.